# Moçambola 2023
La Moçambola 2023 è la quarantottesima edizione della massima serie del campionato Mozambicano di calcio. Il campionato è iniziato il 15 aprile 2023 e si è concluso il 5 novembre 2023. 
La squadra campione in carica è l'União Desportiva do Songo, al suo terzo titolo.
Il campionato è stato vinto dal Ferroviário Beira, che ha conquistato il suo secondo titolo nazionale.

## Stagione

### Novità
Dalla scorsa stagione, sono stati retrocessi in Divisao de Honra l'Incomàti, il Matchedje Mocuba e l'LD Maputo, mentre sono stati promossi in Moçambola Baia de Pemba, Matchedje e Ferroviàrio Quelimane. 

### Formula
Il campionato si svolge con la formula del girone unico e vede 12 squadre partecipanti. La vincente del campionato si qualifica per la CAF Champions League 2024-25, mentre le ultime tre classificate sono retrocesse in Divisao de Honra.

## Squadre partecipanti
| Club                  | Città     | Stagione Precedente    |
| --------------------- | --------- | ---------------------- |
| Baìa de Pemba         | Pemba     | Divisao de Honra       |
| Black Bulls           | Maputo    | 2° in Moçambola        |
| Costa do Sol          | Maputo    | 7° in Moçambola        |
| Ferroviário Beira     | Beira     | 5° in Moçambola        |
| Ferroviàrio Lichinga  | Lichinga  | 6° in Moçambola        |
| Ferroviário Maputo    | Maputo    | 4° in Moçambola        |
| Ferroviário Nacala    | Nacala    | 3° in Moçambola        |
| Ferroviário Nampula   | Nampula   | 9° in Moçambola        |
| Ferroviàrio Quelimane | Quelimane | Divisao de Honra       |
| Matchedje             | Maputo    | Divisao de Honra       |
| Songo                 | Songo     | Campione del Mozambico |
| Vilankulo             | Vilankulo | 8° in Moçambola        |

## Classifica
|  | Pos. | Squadra               | Pt | G  | V  | N | P  | GF | GS | DR  |
|  | ---- | --------------------- | -- | -- | -- | - | -- | -- | -- | --- |
|  | 1.   | Ferroviário Beira     | 39 | 22 | 11 | 6 | 5  | 27 | 18 | +9  |
|  | 2.   | Black Bulls           | 38 | 22 | 11 | 5 | 6  | 30 | 18 | +12 |
|  | 3.   | Ferroviário Nampula   | 36 | 22 | 11 | 3 | 8  | 24 | 21 | +3  |
|  | 4.   | Costa do Sol          | 36 | 22 | 10 | 6 | 6  | 33 | 22 | +11 |
|  | 5.   | Songo                 | 35 | 22 | 10 | 5 | 7  | 28 | 17 | +11 |
|  | 6.   | Baía de Pemba         | 33 | 22 | 8  | 9 | 5  | 20 | 18 | +2  |
|  | 7.   | Ferroviário Lichinga  | 32 | 22 | 8  | 8 | 6  | 20 | 21 | -1  |
|  | 8.   | Ferroviário Maputo    | 29 | 22 | 8  | 5 | 9  | 23 | 20 | +3  |
|  | 9.   | Vilankulo             | 28 | 22 | 7  | 7 | 8  | 14 | 17 | -3  |
|  | 10.  | Ferroviário Nacala    | 25 | 22 | 7  | 4 | 11 | 21 | 32 | -11 |
|  | 11.  | Ferroviário Quelimane | 20 | 22 | 5  | 5 | 12 | 15 | 27 | -12 |
|  | 12.  | Matchedje             | 10 | 22 | 1  | 7 | 14 | 16 | 40 | -24 |

Legenda:
      Campione del Mozambico e ammessa alla CAF Champions League 2024-2025.
 Retrocessione diretta.